# Jimmy Carter och kaninen

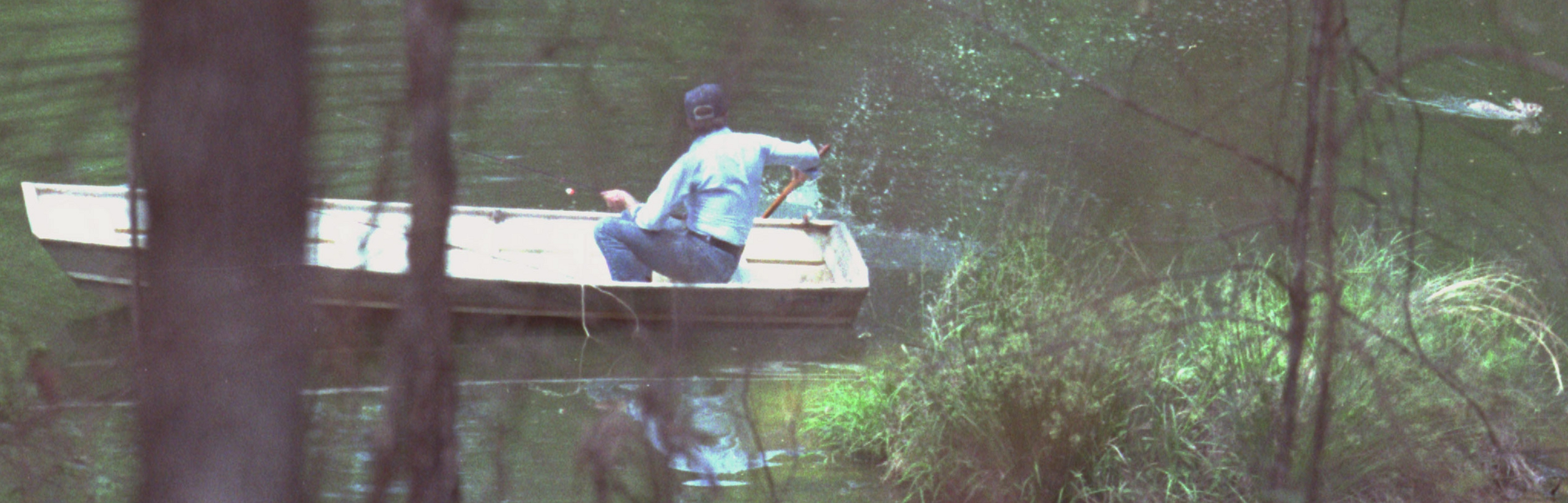
Jimmy Carter och kaninen (uppe till höger i bild).

Jimmy Carter, USA:s president 1977-1981, råkade den 20 april 1979 ut för ett mycket uppmärksammat möte med en simmande kärrkanin under en ledig dag i sin hemstad Plains, Georgia.
Medan Carter satt och fiskade i en kanot i en damm, simmade en kärrkanin mot båten och försökte desperat borda den medan den (enligt en presstalesman) ska ha "väst med vidöppna näsborrar, sprattlade med benen och visade tänderna". President Carter hade svårt att behålla lugnet, och försökte mota bort djuret med en åra. Efter ett par minuter simmade kaninen bort.
När presidenten efter fisketuren berättade om händelsen blev han först inte trodd, med hänvisning till att kaniner inte skulle kunna simma eller hota människor. En person i Carters följe hade dock bevittnat händelsen och fotograferat kaninen och Carters båt.

## Händelsen i nyheterna
Händelsen förblev okänd för allmänheten i nästan fyra månader, till dess att Joseph Lester Powell, som var Vita husets pressekreterare, berättade om händelsen för Brooks Jackson, korrespondent för nyhetsbyrån Associated Press den 18 augusti 1979, och Brooks dagen därpå skickade nyheten till nyhetsbyrån. Tidningen Washington Post tryckte en artikel som täckte förstasidan, med rubriken President Attacked by Rabbit ("Presidenten attackerad av kanin"). Eftersom Vita huset vägrade publicera fotografiet, använde Washington Post en skämtteckning som parodierade affischen för filmen Hajen, där titeln Jaws var utbytt mot Paws ("tassar"). Flera TV-kanalers nyhetsprogram nämnde också händelsen.
Rapportering ledde till att djurskyddsaktivister kritiserade Carter för att ha använt övervåld mot kaninen, genom att slå den med åran. Carter själv sade i en intervju att han bara hade stänkt vatten mot den.
I kampanjerna inför presidentvalet 1980, och även senare, har Carters kritiker utnyttjat händelsen som en symbol för hans många misslyckanden i stort och smått.
Pressekreterare Powell beskrev händelsen i boken The Other Side of the Story som gavs ut 1985, och försvarade presidentens beteende med att det inte rörde sig om en vanlig kanin utan en kärrkanin (engelska swamp rabbit), att djuret var ovanligt stressat, och att Carter saknade erfarenhet av rasande kaniner.
Vita huset publicerade fotografiet 1981 när Carter hade efterträtts av Ronald Reagan, vilket ledde till att händelsen uppmärksammades igen. Senare har den satiriserats av bland annat tv-programmet Saturday Night Live i sketcher 1989 och 2002. Folkmusikern Tom Paxton har besjungit händelsen.